# Lijst van oorlogsmonumenten in Buren
De Nederlandse gemeente Buren heeft 6 oorlogsmonumenten. Hieronder een overzicht.
| Nr.  | Object                                | Herdachte groep                                                                                          | Ontwerper          | Onthulling    | Type            | Locatie                              | Plaats    | Coördinaten                   | Foto                                  |
| ---- | ------------------------------------- | --- | ------------------ | ------------- | --------------- | ------------------------------------ | --------- | ----------------------------- | ------------------------------------- |
| 2761 | Oorlogsmonument                       | burgerslachtoffers                                                                                       | Dhr. de Graaff     | 4 mei 1995    | zuil            | Jeudestraat 107, 4011 GK             | Zoelen    | 51° 55' 6" NB, 5° 23' 46" OL  | Oorlogsmonument                       |
| 2762 | Monument op de Algemene begraafplaats | burgerslachtoffers                                                                                       |                    |               | plaquette       | Beemdsestraat, 4011 BV               | Zoelen    | 51° 54' 22" NB, 5° 23' 37" OL | Monument op de Algemene begraafplaats |
| 2763 | Oorlogsmonument                       | burgerslachtoffers                                                                                       | Pjotr van Oorschot | 4 mei 1995    | overig          | Kerkplein by 1, 4021 BH              | Maurik    | 51° 57' 46" NB, 5° 25' 30" OL | Oorlogsmonument                       |
| 3459 | Evacuatie                             | burgerslachtoffers                                                                                       |                    | 14 mei 1946   | reliëf          | Markt1, 4112 JR                      | Beusichem | 51° 56' 54" NB, 5° 17' 34" OL | Evacuatie                             |
| 3504 | Ellie Frank                           | vervolgden Nederland                                                                                     | Tony Bos           | 21 april 2010 | beeld/sculptuur | Papestraat, 4033 ED                  | Lienden   | 51° 56' 57" NB, 5° 31' 17" OL | Ellie Frank                           |
| 3508 | Oorlogsmonument                       | militairen in dienst van het Ned. Kon. 1940-1945, burgerslachtoffers, burgers voormalig Nederlands-Indië |                    |               | plaquette       | Kerkpad 2 binnen in de kerk, 4031 MA | Ingen     | 51° 57' 35" NB, 5° 29' 10" OL |                                       |

Aalten ·
Apeldoorn ·
Arnhem ·
Barneveld ·
Berg en Dal ·
Berkelland ·
Beuningen ·
Bronckhorst ·
Brummen ·
Buren ·
Culemborg ·
Doesburg ·
Doetinchem ·
Druten ·
Duiven ·
Ede ·
Elburg ·
Epe ·
Ermelo ·
Harderwijk ·
Hattem ·
Heerde ·
Heumen ·
Lingewaard ·
Lochem ·
Maasdriel ·
Montferland ·
Neder-Betuwe ·
Nijkerk ·
Nijmegen ·
Nunspeet ·
Oldebroek ·
Oost Gelre ·
Oude IJsselstreek ·
Overbetuwe ·
Putten ·
Renkum ·
Rheden ·
Rozendaal ·
Scherpenzeel ·
Tiel ·
Voorst ·
Wageningen ·
West Betuwe ·
West Maas en Waal ·
Westervoort ·
Wijchen ·
Winterswijk ·
Zaltbommel ·
Zevenaar ·
Zutphen